# Françoise Guillaumond
 (mai 2023).
Si vous disposez d'ouvrages ou d'articles de référence ou si vous connaissez des sites web de qualité traitant du thème abordé ici, merci de compléter l'article en donnant les références utiles à sa vérifiabilité et en les liant à la section « Notes et références ».
Françoise Guillaumond, née en février 1958, est artiste auteur, autrice française de littérature

## Biographie
Françoise Guillaumond publie son premier livre en 1990. Très vite elle se consacre entièrement à l'écriture. À partir de 1990, elle publie plus de 40 ouvrages de fiction pour les enfants, la jeunesse, les adultes. Elle collabore à des ouvrages pédagogiques, écrit des essais, de la poésie. Depuis 2007, elle écrit pour le théâtre et dirige la Compagnie La baleine-cargo à La Rochelle.

## Œuvres
Roman pour adultes
Trop de bruit dans le vide-ordures, Le Rouergue, 2001
Livres jeunesse
- La petite Marine ne veut pas se coucher, Milan, 1990
- Dans les flaques, Casterman, 1990
- J'ai une petite langue, Casterman, 1991
- Hippolyte et son Piou-Piou, Milan, 1992
- Gros bisous, Casterman, 1992
- Dans les flaques, Casterman, 1992
- La promesse, Milan, 1993
- T'en fais pas papa, Milan, 1994
- La promesse, Milan, 1994
- La princesse à la gomme, Milan, 1994
- Au zoo, Larousse, 1998
- A l'école, Larousse, 1998
- A la maison, Larousse, 1998
- Au jardin, Larousse
- A la fête, Larousse
- En vacances, Larousse, 1999
- Où sont passés les bébés loutres ?, Albin Michel jeunesse, 2000
- Le feu du volcan, Albin Michel jeunesse, 2000
- Le carnaval de Pilou et Lalie, Albin Michel jeunesse, 2000
- La nouvelle grotte des Préhistos, Albin Michel jeunesse, 2000
- La chasse au mammouth, Albin Michel jeunesse, 2000
- Drôle de pêche pour papa Loutre, Albin Michel jeunesse, 2000
- Au jardin, Larousse, 2000
- Poulette Crevette, Magnard, 2001
- L'Enfant du toit du monde, Magnard jeunesse, 2001
- La haute tour sombre, Magnard jeunesse, 2001
- Le trésor d'Erik le Rouge, Magnard jeunesse, 2001
- Mémed et les 40 menteurs, Magnard jeunesse, 2002
- Le grand voyage du petit mille-pattes, Magnard jeunesse, 2003
- Le Dragon de Mimi, illustrations de Clotilde Perrin, Magnard, 2004
- Tokoubei l'enfant des pêches, Magnard jeunesse, 2005
- La rivière aux crocodiles Baama-Ba, Magnard jeunesse, 2005
- Pas si grave, Magnard jeunesse, 2006
- Fabliaux du Moyen Âge, Magnard, 2006
- Les pieds dans l'eau, Magnard, 2016
- Noisette, Magnard, 2016

Théâtre, Arts de la rue
Le cimetière itinérant de canapés, 2009 - 2010, compagnie La baleine-cargo - Bourse Écrire pour la rue 2007 (SACD, DGCA) - Beaumarchais 2008
Où vont les sentiments quand ils disparaissent ? 2012, compagnie La baleine-cargo - Prix de la Fondation La poste et du Fonds Maif pour l'éducation.
10.000 pas sans amour, 2015, compagnie La baleine-cargo - Bourse Auteurs d'espace 2015 (SACD)
Poulette Crevette, 2016, compagnie La baleine-cargo
Je cherche un Homme, 2018, compagnie La baleine-cargo - Bourse à l'écriture OARA
Ma Montagne, 2021, compagnie La baleine-cargo - Bourse à l'écriture OARA 
Petite fille, 2022, compagnie La baleine-cargo 
Furtives, 2024, bourse Écrire pour la rue 2022 (SACD, DGCA) - Bourse à l'écriture OARA
Ouvrages pédagogiques
- Le guide pratique de l'instituteur: maternelle (coauteur), Istra, 1995
- Le groupe-classe en maternelle: activités pour communiquer, Retz, 1997
- Une mascotte pour quoi faire (coauteur), Magnard, 1999
- Le trésor de la bibliothèque de classe (coauteur), Magnard, 1999
- Les parents à l'école (coauteur), Magnard, 2000
- Jouer avec l'eau, Magnard, 2000
- Accueillir un enfant différent, Magnard, 2000
- L'enfant citoyen, Magnard, 2000
- On connait la musique (coauteur), Magnard, 2001
- Le mémo des sons, Magnard, 2001
- Les enfants autonomes, Magnard, 2002
- Savez-vous planter?, Magnard, 2002
- Le moment de la sieste, Magnard, 2002
- Tu m'fais rire, Magnard, 2002
- Voir et savoir, Magnard, 2002
- Dire et parler (coauteur), Magnard, 2003
- Le corps et ses représentations (coauteur), Magnard, 2003
- Toucher et jouer(coauteur), Magnard, 2003
- Miam, le goût (coauteur), Magnard, 2003
- La récup (coauteur), Magnard, 2003
- L'école de la sécurité (coauteur), Magnard, 2004
- La récréation, la cour (coauteur), Magnard, 2004
- Apprendre le temps (coauteur), Magnard, 2004
- Créer une histoire, Magnard, 2006
- Petits pas de danse (coauteur), Magnard, 2006
- Que d'histoires !  (Grande section, CP, CE1, CE2, CM1, CM2), Magnard, de 2000 à 2007